# Đile
Đile (cyr. Ђиле) – wieś w Bośni i Hercegowinie, w Republice Serbskiej, w gminie Milići. W 2013 roku liczyła 112 mieszkańców.